# Валерка, Рэмка +…
«Валерка, Рэмка +…» — короткометражный детский фильм режиссёра Валентина Козачкова. Снят по сценарию Радия Погодина на Одесской киностудии в 1970 году.

## Сюжет
Два первоклассника Валерка и Рэмка прилагают все усилия, чтобы обратить на себя внимание Кати, девочки из их двора. Валерка просит своего друга помочь ему справиться со сложной задачей. Он влюблён без ума в Катю, но не знает как надо поступать в такой ситуации. Пока его хватает только на признания в простой формуле, написанной в подъезде фразы: «Валерка, Рэмка + Катя = любовь».
Друг предлагает купить сладости и сводить Катю на аттракционы в парке. Узнав, что ребята весь день угощали и развлекали её дочь, а потом ещё и подарили небольшие гантели, мама Кати запрещает ей выходить во двор, а папа Валерки чуть не выпорол обоих. Любовь оказалась очень хлопотным занятием и товарищи дают настоящую индейскую клятву, что больше ни одна девочка не затронет их сердца.

## В ролях
- Андрей Громов — Валерка
- Пётр Черкашин — Рэмка
- Елена Рябухина — Катя Толстопятова
- Евгений Весник — отец Валерки
- Муза Крепкогорская — мама Валерки
- Галина Бутовская — эпизод
- Андрей Думиника — эпизод
- О. Кашнева — эпизод
- С. Жариков — эпизод